# Ip Man 3
Ip Man 3 (en chino tradicional, 葉問3; en chino simplificado, 叶问3; pinyin, Yè Wèn Sān) es una película biográfica y de artes marciales de 2015 dirigida por Wilson Yip, producida por Raymond Wong Pak-ming y escrita por Edmond Wong. Es la tercera de la serie de películas basadas en la vida de Ip Man, Gran Maestro del wing chun, y presenta a Donnie Yen en el papel principal. La película también está protagonizada por Mike Tyson y a Bruce Lee, pupilo de Ip, interpretado por Chan Kwok-Kwan. El actor Zhang Jin actúa en el papel de Sum Nung, también experto en wing chun y rival de Ip Man. El rodaje comenzó en marzo del 2015, y la película fue preestrenada en Hong Kong el 16 de diciembre del 2015 y oficialmente estrenada en Hong Kong, Australia, República de China, Singapur, Malasia, Nueva Zelanda y el Reino Unido el 24 de diciembre de 2015. Fue estrenada en Estados Unidos el 22 de enero de 2016.

## Trama
En 1959, Ip Man lleva una vida discreta en Hong Kong. Su hijo mayor, Ip Chun, ha regresado a Foshan para estudiar, dejando a Ip con su hijo menor, Ip Ching, y su esposa, Cheung Wing-sing, en Hong Kong. Bruce Lee visita a Ip y le pide convertirse en uno de sus alumnos. Después de que Lee demuestra su velocidad, Ip no lo acepta ni lo rechaza, pero le insinúa que se vaya abriendo la puerta.
Después de que Ip Ching se pelea con su compañero de clase Cheung Fong, su profesora, la señorita Wong, pide a los padres que acudan al colegio, aunque solo acuden los Ip. Como disculpa, los Ip invitan a Fong a cenar a su casa. En casa de Ip, Fong muestra unas habilidades rudimentarias pero impresionantes en Wing Chun. Cuando le preguntan quién es su mentor, Fong responde que es su padre, Cheung Tin-chi, que aparece poco después para recoger a su hijo. Aunque Tin-chi se muestra cordial con Ip, en secreto le envidia y busca superarle.
Tin-chi participa en peleas clandestinas organizadas por Ma King-sang, un líder de la tríada local que trabaja para Frank, un promotor inmobiliario estadounidense y boxeador muy competente. Frank ordena a Ma que adquiera el terreno ocupado por la escuela donde estudian Ching y Fong. Cuando Ip va a recoger a su hijo a la escuela, es testigo de cómo Ma y sus hombres golpean al director de la escuela después de que este se niegue a vender. Ip interviene y retiene a Ma, pero se ve obligado a soltarlo. Ip busca la ayuda de su amigo íntimo Fat Po, un sargento detective chino de la Policía Real de Hong Kong. Po acepta ayudarle, pero le dice que carece de los efectivos y la influencia necesarios para proteger la escuela todos los días. Ip decide entonces vigilar la escuela junto con sus alumnos.
Esa noche, los hombres de Ma incendian la escuela e intentan secuestrar al director. Tin-chi pasa por allí por casualidad y ayuda a luchar contra los matones de Ma. Tin Ngo-san, un maestro de artes marciales local y antiguo mentor de Ma, se enfurece por los actos sin escrúpulos de Ma y se enfrenta a él en un astillero de Hong Kong, humillándolo delante de sus hombres. Ma se venga con un cuchillo oculto, pero Ip lo detiene. Po llega y evita que la tensión siga aumentando. Ma ofrece a Tin-chi una gran suma de dinero para que se vengue de Ngo-san en su nombre. Desesperado por conseguir dinero y con el deseo de abrir su propia escuela de artes marciales, Tin-chi acepta la oferta y ataca a Ngo-san, que acaba hospitalizado.
Ip recibe una llamada del hospital y visita a Ngo-san. Al saber que Ngo-san no le ha llamado, Ip se da cuenta de que ha sido una trampa de Ma para alejarlo de la escuela, donde la banda de Ma ha secuestrado a algunos de los alumnos, entre ellos Ching y Fong. Ip llega solo al astillero de Ma, donde este tiene a Ching a punta de navaja y amenaza con vender a los niños como esclavos si el director se niega a vender la escuela. A Tin-chi se le permite marcharse con Fong por ser socio, pero después de que su hijo le diga que aún tienen a sus amigos, regresa y lucha junto a Ip. Ip y Tin-chi se defienden hasta que llega una tropa de policías liderada por Po para arrestar a la banda. Frank despide a Ma por sus fracasos y envía en su lugar a un boxeador tailandés llamado Muay Thai Warrior tras Ip.
Al regresar a casa, Ip se entera de que a Wing-sing le han diagnosticado cáncer. De camino a casa desde una farmacia, Ip y Wing-sing son atacados en un ascensor por Muay Thai Warrior, a quien Ip derrota antes de que el ascensor llegue a la planta baja. Po le cuenta a Ip que Frank quiere eliminarlo a toda costa por obstaculizar sus planes. Ip se enfrenta a Frank en su oficina, donde Frank le promete dejar en paz a la escuela si Ip es capaz de aguantar tres minutos de lucha. Al principio, abrumado por la fuerza y los músculos de Frank, Ip le da la vuelta a la situación atacando la parte inferior del cuerpo de Frank. Luchan hasta llegar al empate tras los tres minutos; aparentemente impresionado, Frank cumple su promesa.
Tin-chi abre su escuela de artes marciales con el dinero que obtuvo de Ma y afirma que su Wing Chun es auténtico, mientras que el de Ip no lo es. Desafía públicamente a Ip a una batalla que decidirá quién es el verdadero gran maestro del Wing Chun. Sin embargo, Ip prefiere pasar más tiempo con su esposa enferma, avergonzado por haberla descuidado. Con el deseo de bailar con su esposa, Ip aprende a bailar con Lee, a quien finalmente acepta como alumno; debido a la ausencia de Ip, Tin-chi es declarado ganador. Wing-sing organiza otro combate en nombre de su marido, adivinando acertadamente que Ip habría asistido si no fuera por el deterioro de su salud, y lo acompaña a la pelea. Tras una larga batalla con bastones, cuchillos mariposa y combate sin armas, Ip acaba venciendo a Tin-chi. Aceptando la derrota, Tin-chi destruye la pancarta en la que se proclama Gran Maestro, e Ip le dice que pasar tiempo con sus seres queridos es más importante que competir con los demás.
Un texto final en pantalla indica que Wing-sing murió en 1960 y que Ip contribuyó a dar a conocer el Wing Chun a nivel internacional dejando un legado.

## Producción

### Desarrollo
Inicialmente, Donnie Yen expresó su desinterés en una tercera película pues sintió que «Ip Man 2 incontrovertiblemente se volvió un clásico, superando la primera». Yen luego afirmó que tras Ip Man 2 ya no estaría nunca más involucrado en una película basada en la vida de Ip Man debido a la saturación del mismo tema en diversas compañías cinematográficas tras el éxito de las películas de Ip Man protagonizadas por él mismo. A pesar de que tanto Yen como Raymond Wong no estaban deseosos de realizar una tercera película, el director Wilson Yip había expresado su interés en realizar una que se enfocaría en la relación entre Ip Man y Bruce Lee. Mientras que Ip Man 2 muestra brevemente a Lee como niño, Yip esperaba encontrar un actor apropiado para interpretar a Lee como adulto en la tercera entrega. En marzo de 2014, Variety anunció que Ip Man 3 se grabaría a inicios de 2015 y sería estrenada en 3D durante la temporada del Año Nuevo chino al final del año con el regreso de Yip, Yen y Wong.

Creo que es mejor terminar algo cuando ha alcanzado la perfección, dejando un buen recuerdo.
Donnie Yen, Ip Man 2: Sammo Hung Vs Donnie Yen Round 2

### Elenco
En marzo de 2015, The Hollywood Reporter anunció que Mike Tyson también protagonizaría la película con el papel de un peleador callejero y promotor inmobiliario. La revista también indicó que debido a que el equipo no podía encontrar un actor que pudiese interpretar la intensidad escénica de Bruce Lee, se decidió utilizar imágenes generadas por computadora para representarle, aunque finalmente fue interpretado por Chan Kwok-Kwan. Además, Kris Storti, el jefe de operaciones de Bruce Lee Enterprises (BLE), dijo que, debido a que BLE es el pleno propietario de todos los derechos mundiales relacionados con Bruce Lee, incluyendo su nombre, su imagen y su aspecto, esta empresa se sintió «justificablemente conmocionada» por la decisión de Pegasus Motion Pictures, compañía productora de Ip Man 3, de incluir a Lee en su película y que estaba «completamente desautorizada» por BLE. Sin embargo, Pegasus afirmó que Robert Lee, hermano de Bruce Lee y consultor de Ip Man 3, es el propietario de los derechos intelectuales de Bruce, reclamación que ha sido negada por BLE. La demanda llegó a un acuerdo en el que BLE permitió que Bruce fuese interpretado por Chan Kwok-Kwan.

Para decirlo en términos muy claros, BLE tiene la intención de buscar todos los remedios disponibles para impedir a Pegasus incluir una versión generada por computadora de Bruce Lee en Ip Man 3.
Kris Storti, Bruce Lee's Estate Seeks to Stop Icon's Depiction in 'Ip Man 3'

Yen dijo que, a la edad de 51 años, Ip Man 3 podría ser su última película de artes marciales, pero accedió a reinterpretar el papel de Ip Man tras considerarlo cuidadosamente debido a que ha pasado bastante tiempo desde el estreno de varias películas sobre Ip de otras compañías cinematográficas y a causa de la anticipación de los fanáticos. Yen también declaró que esta sería la última película de la trilogía. Se espera además que Lynn Hung, Simon Yam y Louis Fan reinterpreten los mismos personajes de las primeras dos películas. En noviembre de 2015, el compositor Kenji Kawai anunció en su sitio web que volvió para trabajar en la banda sonora de la última película de la serie.
El elenco principal está estelarizado por:
- Donnie Yen como Ip Man (en chino tradicional, 葉問);
- Zhang Jin como Cheung Tin-chi (en chino tradicional, 張天志);
- Lynn Hung como Cheung Wing-sing (en chino tradicional, 張永成);
- Patrick Tam como Ma King-sang (en chino tradicional, 馬鯨笙);
- Karena Ng como la señorita Wong (en chino tradicional, 黃老師);
- Kent Cheng como el Sargento Po (en chino tradicional, 肥波);
- Bryan Leung como Tin Ngo-san (en chino tradicional, 田傲山);
- Louis Cheung como Tsui Lik (en chino tradicional, 徐力);
- Chan Kwok-Kwan como Bruce Lee (en chino tradicional, 李小龍);
- Mike Tyson como Frank.[13]

### Filmación
La fotografía principal comenzó en Shanghái el 25 de marzo de 2015. En una ocasión, mientras filmaba una secuencia de acción con Yen, Tyson se fracturó un dedo.

## Lanzamiento
La película fue estrenada el 24 de diciembre de 2015 en Hong Kong, Australia, República de China, Singapur, Malasia, Nueva Zelanda y el Reino Unido. Anteriormente, el lanzamiento se había programado para 2016. El 30 de septiembre de 2015, Pegasus Motion Pictures publicó en YouTube su primer avance de la película.

### Crítica
Clarence Tsui de The Hollywood Reporter dijo que la película es «un final totalmente eficaz para la franquicia». James Marsh de Screen Daily indicó que, «desviándose del patrioterismo violento de la serie, Ip Man 3 intercambia esa intensidad de sus predecesoras que tanto le gustó a las masas por un retrato más introspectivo de su personaje principal». South China Morning Post comentó que es «un drama de acción respetable que no intenta copiar el placer de sus predecesores sino que gira admirablemente para contemplar las prioridades en la vida de Ip; Ip Man 3 recompensará a quienes vienen sin ideas preconcebidas sobre lo que debería ser una biografía de Ip Man encabezada por Donnie Yen, pues el personaje ha madurado irreversiblemente y se le permite a la audicencia responder del mismo modo». Andrew Chan de Film Critics Circle of Australia aseveró que «raramente una trilogía de películas mejora con el tiempo y esta nos provee mucho de las perennes secuencias de pelea inspiradas por Yuen Woo-ping, una tras otra».